# Douglas W. Diamond

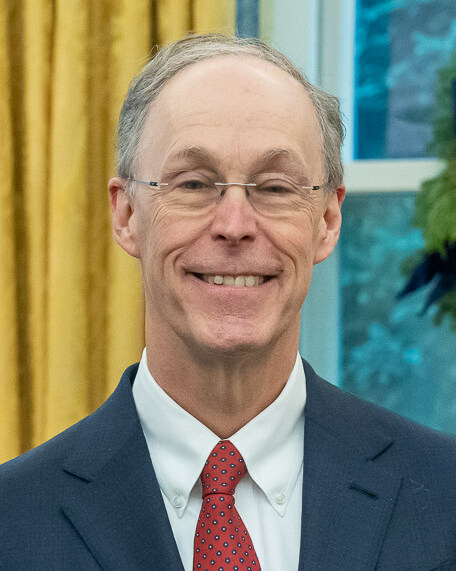
Douglas W. Diamond (2022)

Douglas Warren Diamond (* 25. Oktober 1953 in Chicago) ist ein US-amerikanischer Ökonom. Er ist Merton H. Miller Distinguished Service Professor of Finance an der University of Chicago. Seine Erklärung der Existenz von Banken ist ein Standardwerk seines Fachs. Im Jahr 2022 erhielt er gemeinsam mit Ben Bernanke und Philip Dybvig der Alfred-Nobel-Gedächtnispreis für Wirtschaftswissenschaften.

## Leben
Diamond studierte Volkswirtschaftslehre an der Brown University (A.B. 1975) in Providence, Rhode Island und der Yale University (M.A. 1976 und M. Phil. 1977) in New Haven, Connecticut. Danach wurde er Lehrbeauftragter. 1980 erwarb er einen Ph.D.
Diamond kam 1979 als Instructor an die Booth School of Business der University of Chicago. Er wurde Assistent (1980 bis 1983) und Associate Professor (1983 bis 1986). 1987/88 war er Professor für Finance an der Yale School of Organization and Management. Im Anschluss war er Professor für Finance und von 1993 bis 2000 Theodore O. Yntema Professor of Finance in Chicago. 1997 war er Gastprofessor für Finance an der Hong Kong University of Science and Technology. Darüber hinaus war er Gastdozent an der Universität Bonn (1993) und bei der Bank of Japan (1999). Er ist seit 2000 Merton H. Miller Distinguished Service Professor of Finance und seit 2010 Co-Direktor des Fama-Miller Center for Research in Finance. 1999 wurde er zudem wissenschaftlicher Mitarbeiter am National Bureau of Economic Research. Er betreute zahlreiche Ph.D. Studenten u. a. Efraim Benmelech, Catherine M. Schrand und Kevin Francis Rock.
2001/02 war er Präsident der Western Finance Association (2006 war er Distinguished Speaker) und 2003 der American Finance Association (zuvor bereits im Board of Directors). Von 1988 bis 2001 war er Herausgeber des Journal of Business. Von 1988 bis 1996 bzw. von 2000 bis 2003 war er Mitherausgeber des Journal of Finance und von 1995 bis 2001 des Journal of Banking and Finance. Ferner gehörte er von 1989 bis 1993 dem Editorial Board des Journal of Financial Intermediation an und war von 1993 bis 1997 Auslandsredakteur der Review of Economic Studies. 2005 präsentierte er die Princeton Lectures in Finance am Bendheim Center for Finance. 1990 und 2008 war er wissenschaftlicher Berater des Federal Reserve Board. Weitere Verpflichtungen hatte er in den Boards in Richmond, New York und Chicago. Derzeit ist er Mitherausgeber des Journal of Financial Services Research (seit 1993) und Mitglied im Board of Directors des Center for Research in Security Prices.
Zu seinen Schwerpunkten gehören u. a. Finanzintermediäre, die Finanzkrise, Liquidität, Bankenregulierung, Einlagensicherung und Finanzschulden. Er wurde mit Stipendien durch u. a. die National Science Foundation und das Garn Institute of Finance gefördert.  Mit Philip Dybvig entwickelte er das Diamond–Dybvig-Modell für die Beschreibung von Liquiditätsengpässen von Banken.
2022 erhielt Diamond gemeinsam mit Ben Bernanke und Philip Dybvig der Alfred-Nobel-Gedächtnispreis für Wirtschaftswissenschaften, gemeinhin auch als „Wirtschaftsnobelpreis“ bekannt. Seine beiden US-amerikanischen Kollegen und er erhielten die Auszeichnung für ihre Forschung zu Banken und Finanzkrisen Anfang der 1980er Jahre. Douglas Diamond erhielt den Preis mit Philip Dybvig für die Klärung der Rolle von Banken in der Wirtschaft und wie diese Rolle sie in Finanzkrisen angreifbar macht. Nach Diamond und Dybvig liefern Banken die optimale Lösung für eine Grundaufgabe von Banken, die Anlegergelder in Investments umzulenken, wobei es zwei Grundkonflikte gibt: Anleger wollen manchmal kurzfristig an ihr Geld und Kreditnehmer sind auf langfristige Sicherheit bedacht. Banken bilden ein Polster, indem sie Gelder von vielen Anlegern nehmen, das macht sie aber auch anfällig für Gerüchte eines bevorstehenden Kollaps und eines Ansturm der Anleger auf ihr Geld, was zu einer selbsterfüllenden Prophezeiung und zum Kollaps der Bank führen kann. Das wiederum kann durch Absicherung der Banken durch den Staat verhindert werden. Diamond betonte noch einen zweiten Aspekt, die bessere Beurteilung der Kreditwürdigkeit und Güte von Investitionen aufgrund ihrer Erfahrung mit vielen Kreditnehmern.
Diamond ist verheiratet und hat zwei Kinder.

## Auszeichnungen
- 2011: Thomson Reuters Citation Laureates
- 2012: Morgan Stanley-American Finance Association Award for Excellence in Finance (dotiert mit 200.000 US-Dollar)
- 2013: Ehrendoktorwürde der Wirtschaftswissenschaftlichen Fakultät der Universität Zürich[3]
- 2017: Wilbur Cross Medal der Yale University[4]
- 2022: Alfred-Nobel-Gedächtnispreis für Wirtschaftswissenschaften

## Mitgliedschaften
- 1975: Mitglied der akademische Ehrengesellschaft Phi Beta Kappa der Brown University
- 1990: Fellow der Econometric Society
- 2001: Fellow der American Academy of Arts and Sciences[5]
- 2004: Fellow der American Finance Association
- 2010: Fellow der Financial Management Association
- 2017: Mitglied der National Academy of Sciences

## Publikationen (Auswahl)
- mit Philip H. Dybvig: Bank Runs, Deposit Insurance, and Liquidity, in: Journal of Political Economy, 1983, Vol. 91, No. 3, S. 401–419.
- Financial Intermediation and Delegated Monitoring, in: Review of Economic Studies, 1984, Vol. 51, No. 3, S. 393–414.
- Monitoring and Reputation: The Choice Between Bank Loans and Directly Placed Debt, in: Journal of Political Economy, 1991, Vol. 99, No. 4, S. 689–721.
- mit Raghuram Rajan: Liquidity Risk, Liquidity Creation and Financial Fragility: A Theory of Banking, in: Journal of Political Economy, 2001, Vol. 109, No. 2, S. 287–327.
- Banks and liquidity creation: a simple exposition of the Diamond-Dybvig model, Fed. Res. Bank Richmond Econ. Q., Band 93, 2007, S. 189–200. pdf, web archive
- mit Ranghuram Rajan: Fear of fire sales, illiquidity seeking, and credit freezes, in: Quarterly Journal of Economics, 2011, Vol. 126, No. 2, S. 557–591.